# Norwalk (Califórnia)
Norwalk é uma cidade localizada no estado norte-americano da Califórnia, no Condado de Los Angeles. Foi incorporada em 26 de agosto de 1957.

## Geografia
De acordo com o United States Census Bureau, a cidade tem uma área de 25,2 km², onde 25,1 km² estão cobertos por terra e 0,1 km² por água.

## Demografia
Segundo o censo nacional de 2010, a sua população é de 105 549 habitantes e sua densidade populacional é de 4 196,98 hab/km². Possui 28 083 residências, que resulta em uma densidade de 1 116,67 residências/km².

## Galeria de imagens

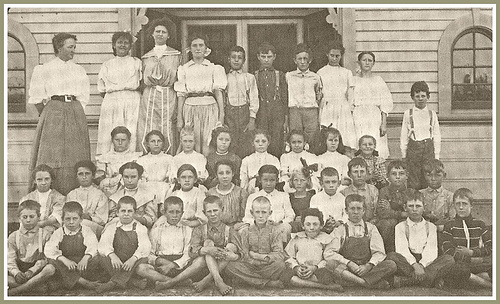
Este é o Norwalk Grammar School em 1890 antes de 1900 em Norwalk (Califórnia). A imagem é com o professor Cora Hargitt Johnson com sua classe. Hargitt Escola é o seu nome.